# Station Chaudon-Norante
Station Chaudon-Norante is een spoorwegstation in de Franse gemeente Chaudon-Norante.